# Tunnel routier du Puymorens
Cet article concerne le tunnel routier. Pour le tunnel ferroviaire, voir tunnel ferroviaire du Puymorens.
Le tunnel de Puymorens est un tunnel routier français des Pyrénées emprunté par la route nationale française RN20 et par la route européenne 9.

## Histoire
Le tunnel est construit entre 1990 et 1994. D'une longueur de 4 820 mètres, il fait la liaison entre Porté-Puymorens (Pyrénées-Orientales) côté Sud et L'Hospitalet-près-l'Andorre (Ariège) côté Nord. Partie de la RN 20, il est le pendant Français du tunnel du Cadi, ces deux ouvrages permettant le franchissement des Pyrénées entre Toulouse et Barcelone (axe européen E9 Paris-Barcelone).
Son tracé est proche du tunnel ferroviaire de la ligne de Portet-Saint-Simon à Puigcerda. Plus court que ce dernier, les extrémités sud des deux tunnels sont très proches, alors que l'extrémité nord est située à près d'un kilomètre de celle du tunnel ferroviaire et à une altitude plus élevée.
Sa création a été décidée par le Président français François Mitterrand, qui l'inaugura en octobre 1994, conjointement avec le Président du gouvernement espagnol Felipe González et le Président de la Généralité de Catalogne Jordi Pujol.
Conçu pour faire communiquer les régions Midi-Pyrénées et Languedoc-Roussillon, il est également destiné à être le maillon structurant de l'axe rapide joignant Toulouse à Barcelone, facilitant ainsi la traversée centrale des Pyrénées en toutes saisons, et offrant un accès facilité à la Catalogne et à la Cerdagne française.
Il permet de raccourcir de 11 km le trajet passant par le col, réduisant en moyenne de 13 minutes le trajet des voitures et de 27 minutes celui des poids lourds.
L'augmentation de la fréquentation du tunnel dépend désormais de la mise en voie rapide de la RN 20  depuis Tarascon-sur-Ariège au nord, ainsi que celle de Bourg-Madame au sud.
Sa fréquentation annuelle en 2012 était de 1500 véhicules par jour.

## Mises aux normes
En avril 2013, commencent deux périodes d'importants travaux pour l'amélioration de la sécurité du tunnel. Celui-ci ferma entre avril et novembre 2013 puis de nouveau entre avril et novembre 2014. En raison de retards pris par le chantier pour des difficultés  techniques, une troisième période de fermeture fut nécessaire d'avril à novembre 2015.
Par ces travaux le nombre d'abris anti-incendie passe de 5 à 11 et ils sont reliés à une gaine de ventilation au-dessus de la chaussée, aménagée pour pouvoir être utilisée comme issue de secours.
Il est à noter que ces travaux se sont déroulés en dehors de la période hivernale, pour permettre la communication des deux vallées pendant celle-ci, le col de Puymorens faisant souvent l'objet de fermeture plus ou moins prolongées, en fonction des conditions hivernales.

## Caractéristiques
Tunnel à péage (une gare de péage) exploité par la société Vinci Autoroutes au travers d'Autoroutes du Sud de la France
- 1 tube bidirectionnel dégageant un gabarit de 7,60 m x 4,50 m
- 5 garages et 5 refuges incendie
- 3 galeries de retournement
- 2 usines de ventilation

Le tracé en plan est un alignement droit entre deux courbes de rayon 800 m côté Pyrénées-Orientales et 600 m côté Ariège. 
Le profil en long est en toit avec une pente de 0,5 % côté Pyrénées-Orientales et 2 % côté Ariège. Le niveau d'entrée est 1 560 m côté Pyrénées-Orientales et 1 515 m côté Ariège.
La géologie est assez complexe. Côté Pyrénées orientales, le tunnel doit commencer par traverser 800 m de granites. Côté Ariège, il doit d'abord traverser une épaisse série de schistes de dureté très variable et de schistosité subverticale avec des schistes cristallins, des schistes quartzeux et des schistes ardoisiers.. Entre ces deux formations, sur 150 à 200 m, se trouvent des cornéennes dues au métamorphisme de contact des schistes avec les granites. Les schistes cristallins et les schistes quartzeux sont séparés sur une distance de 200 à 400 m par l'accident d'En Garcia qui est probablement dû à un important ripage banc sur banc où se trouvent de l'argile et du limon.

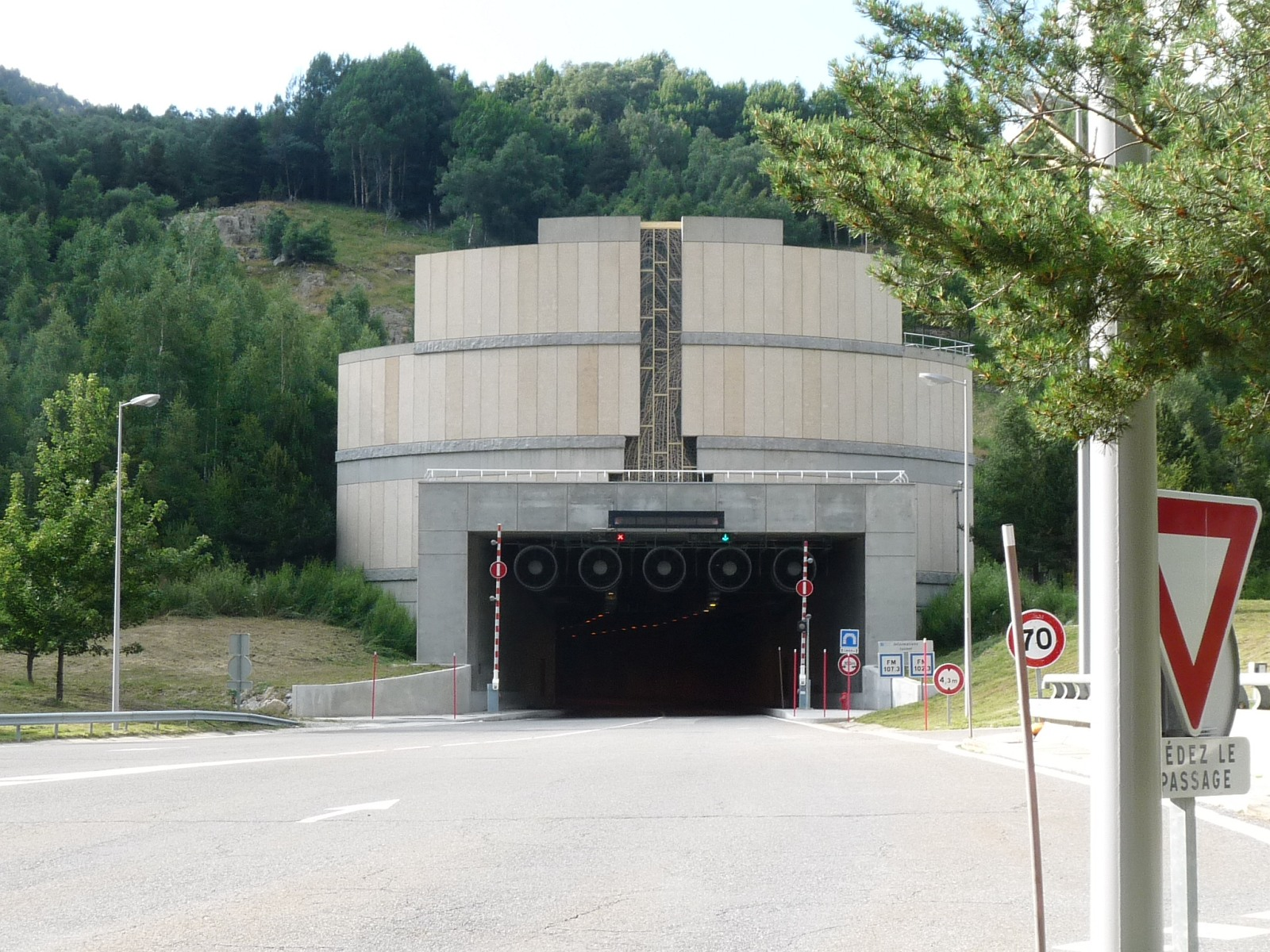
L'entrée nord, côté Ariège
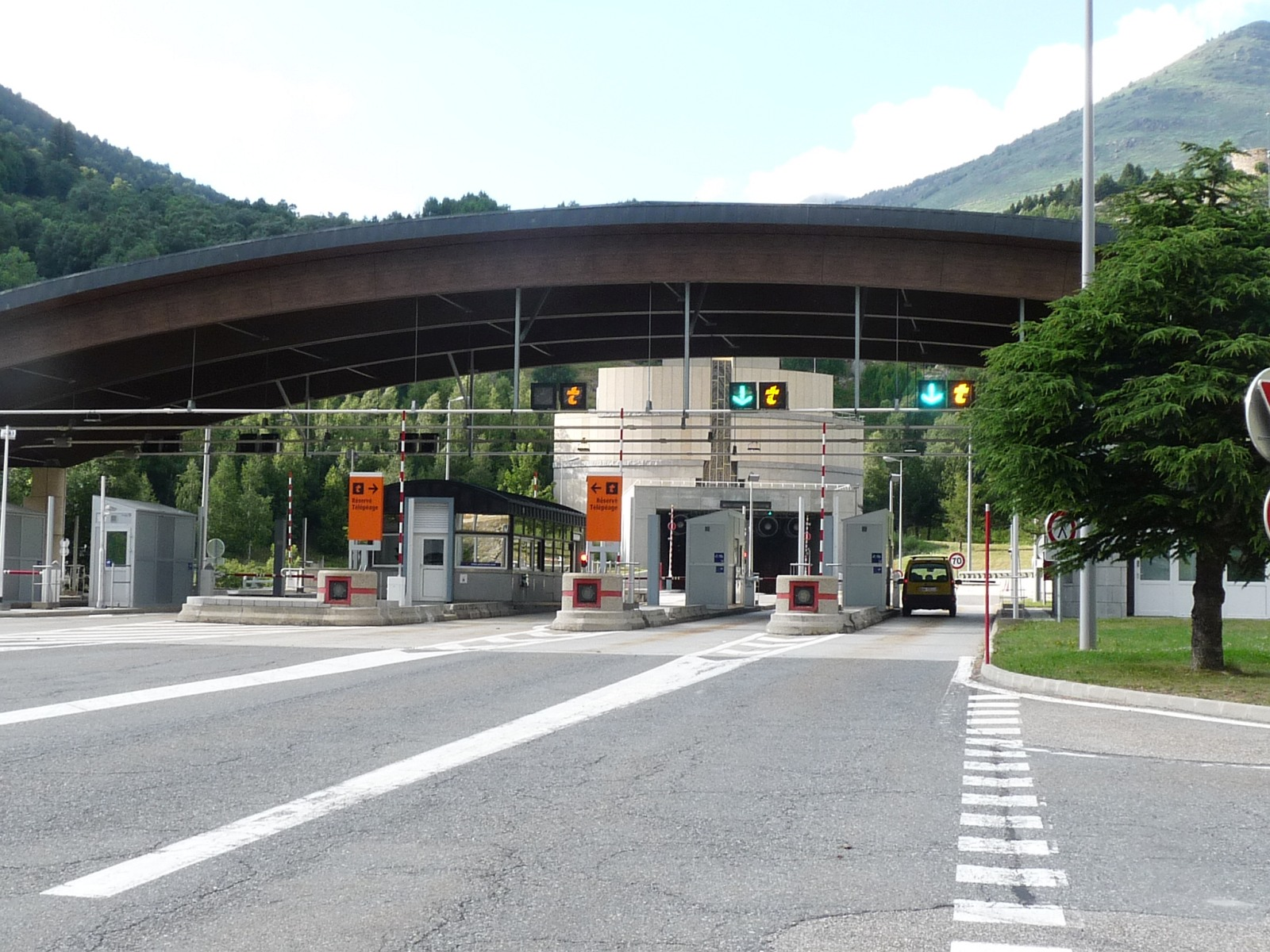
L'entrée sud, côté Pyrénées-Orientales, avec le péage